# Stazione di Maresca
La stazione di Maresca era una stazione ferroviaria della Ferrovia Alto Pistoiese, linea a gestione privata operante sulla Montagna Pistoiese, nel comune di San Marcello Pistoiese.

## Storia
Fu inaugurata il 21 giugno 1926, insieme all'apertura della ferrovia FAP ed ha svolto servizio fino al 30 settembre 1965, data dell'ultima corsa dei convogli.
Dopo l'abbandono, a seguito della dismissione della linea ferroviaria, è stata acquistata nel 1997 dalla Banca di Credito Cooperativo della Montagna Pistoiese che ne ha fatto la sua sede. È stata interessata da un ampio restauro che ha ricostruito il piano caricato coperto oggi trasformato in ingresso dello sportello bancario.

## Strutture e impianti
La stazione, classificabili tra le grandi della linea ferroviaria, era ubicata ai piedi del paese, sulla strada che lo collega a Campo Tizzoro e quindi alla Statale Pistoiese.
Era composta dal fabbricato viaggiatori su due livelli affiancato, ad ovest, dal magazzino merci e dal piano caricatore coperto. Il piazzale antistante, a quota  779 m s.l.m., era dotato di un raddoppio del binario di marcia per l'incrocio dei convogli e di due binari tronchi.